# Adair (imię)
Adair – zarówno żeńskie, jak i męskie imię pochodzenia germańskiego oznaczające „bogatą włócznię”. Występuje też w wariantach Adaire, Adare i Adayre. Obecnie imię to nie jest popularne.
Osoby noszące to imię:
- Adair Blain (1894-1983) – australijski polityk
- Adair Crawford (1748–1795) – brytyjski chemik i fizyk
- Adair Tishler (ur. 1996) – amerykańska aktorka dziecięca
- Adair Turner (ur. 1955) – brytyjski biznesmen